# Guernini
Guernini (em árabe: قرنيني) é uma pequena cidade e comuna localizada na província de Djelfa, Argélia. Segundo o censo de 2008, a população total da cidade era de 4 594 habitantes.